# 克里斯托夫·施泰纳特
克里斯托夫·施泰纳特（德語：Christoph Steinert，1990年1月18日—），德国男子手球运动员。他曾代表德国国家队参加2024年夏季奥林匹克运动会男子手球比赛，获得一枚银牌。